# Dictyodendrilla tenella
Dictyodendrilla tenella är en svampdjursart som först beskrevs av Lendenfeld 1888.  Dictyodendrilla tenella ingår i släktet Dictyodendrilla och familjen Dictyodendrillidae. Inga underarter finns listade i Catalogue of Life.